# Слупя-под-Кемпнем
Слупя-под-Кемпнем (пол. Słupia pod Kępnem, нім. Slupia) — село в Польщі, у гміні Баранув Кемпінського повіту Великопольського воєводства.
Населення — 1413 осіб (2011).
У 1975-1998 роках село належало до Каліського воєводства.

## Демографія
Демографічна структура станом на 31 березня 2011 року:
|          | Загалом | Допрацездатний вік | Працездатний вік | Постпрацездатний вік |
| -------- | ------- | ------------------ | ---------------- | -------------------- |
| Чоловіки | 696     | 130                | 512              | 54                   |
| Жінки    | 717     | 144                | 450              | 123                  |
| Разом    | 1413    | 274                | 962              | 177                  |